# Pankovka
Pankovka (en russe : Панко́вка), est une commune urbaine formant en tant que seule localité l'établissement rural de Pankovka du raïon de Novgorod dans l'oblast de Novgorod. Sa population s'élevait à 10 109 habitants au recensement de 2021.

## Géographie
La localité est située dans l'oblast de Novgorod, un sujet de la Russie européenne, dans le district fédéral du Nord-Ouest. Pankovka est l'une des 201 localités du raïon de Novgorod,, un raïon du nord-ouest de l'oblast. Le centre administratif du raïon et de l'oblast est la ville de Veliki Novgorod. 
Pankovka, comme tout l'oblast de Novgorod, est située dans le fuseau horaire MSK (heure de Moscou). Le décalage horaire appliqué par rapport au temps universel coordonné est +03:00.
Pankovka forme entièrement l'établissement rural de Pankovka, une des dix entités municipales du raïon.

## Histoire
La première mention est faite en 1412 lors de la construction d'un monastère ici, à l'époque où la région se situait dans la république de Novgorod. 

## Démographie
Recensements (*) et estimations de la population,,:
|       | \| 1979* \| 1989* \| 2002 * \| 2010* \| 2021* \| \| ----- \| ----- \| ------ \| ----- \| ------ \| \| 3 376 \| 6 939 \| 10 057 \| 9 529 \| 10 109 \| |        |       |        |
| 1979* | 1989* | 2002 * | 2010* | 2021*  |
| 3 376 | 6 939 | 10 057 | 9 529 | 10 109 |